# Țicleni
Țicleni és una ciutat del comtat de Gorj, Oltènia (Romania). És una comunitat desenvolupada al voltant de l'explotació d'indústries extractives: petroli i gas natural. El relleu és predominantment muntanyós, amb boscos de fulla caduca (alguns són roures centenaris) i coníferes, amb vistes de gran bellesa. La fauna inclou conills, cérvols, guineus i senglars.
De les nou ciutats i pobles del comtat, es troba en el sisè lloc.
Segons estimació 2012 comptava amb una població de 5.427 habitants.
Va ser elevada a la categoria de ciutat el 1968. S'estableix unint tres parts principals, de nord a sud: Tunși, Țicleni i Gura Lumezii, a més de 3 antics assentaments de treballadors del jaciment petrolífer, actualitzats.
La ciutat té un estadi i té un equip de futbol, el FC Petrolul Țicleni. En el passat aquí hi havia un balneari amb aigua tèbia. La ciutat té unitats mèdiques, un gimnàs, quatre escoles primàries, cinc jardins d'infants, quatre esglésies, una biblioteca municipal, una escola secundària d'oli industrial, restaurants, botigues generals i una televisió local.

## Fills il·lustres
- Norbert Niță

## Llocs i monuments

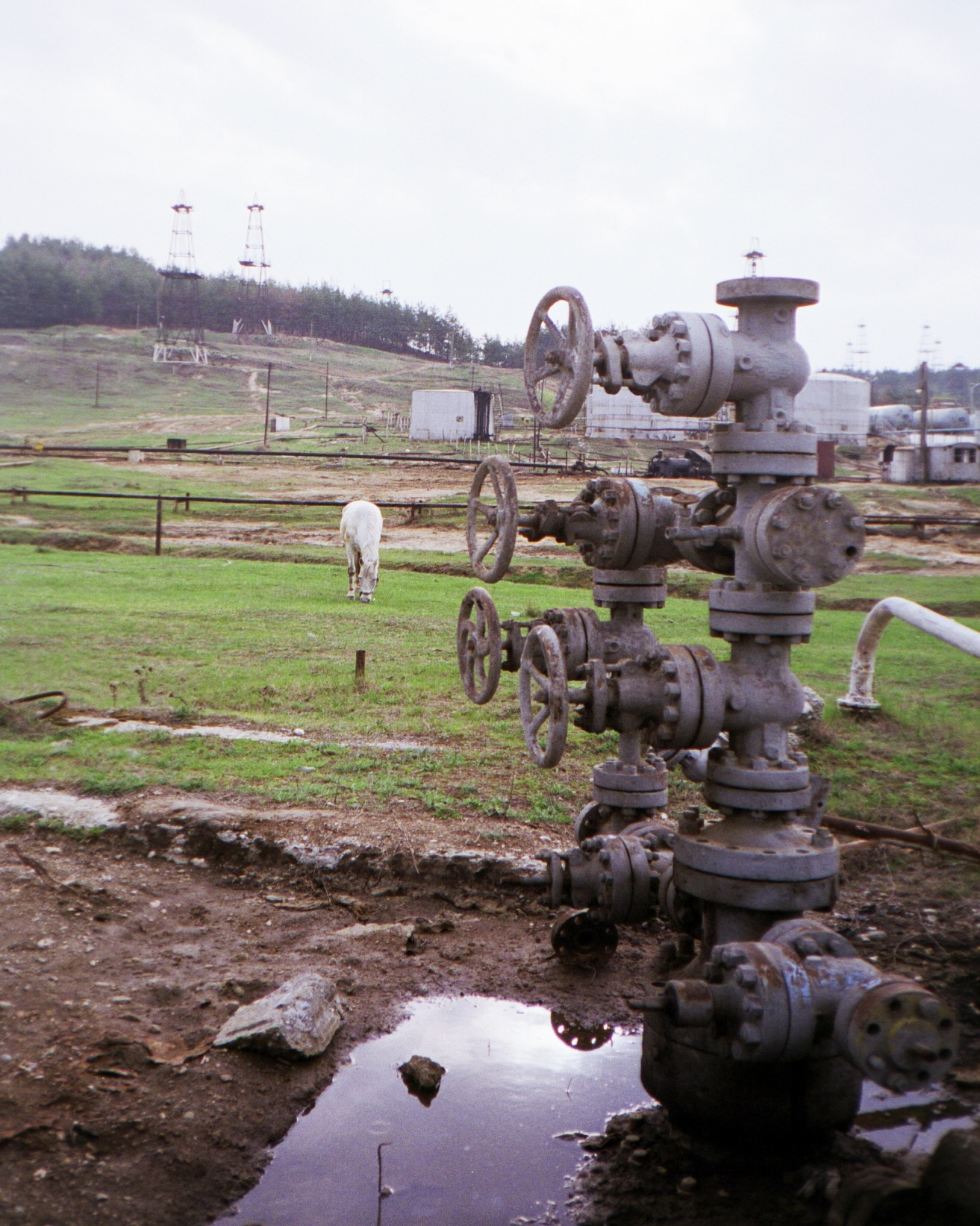
Cap de canonada
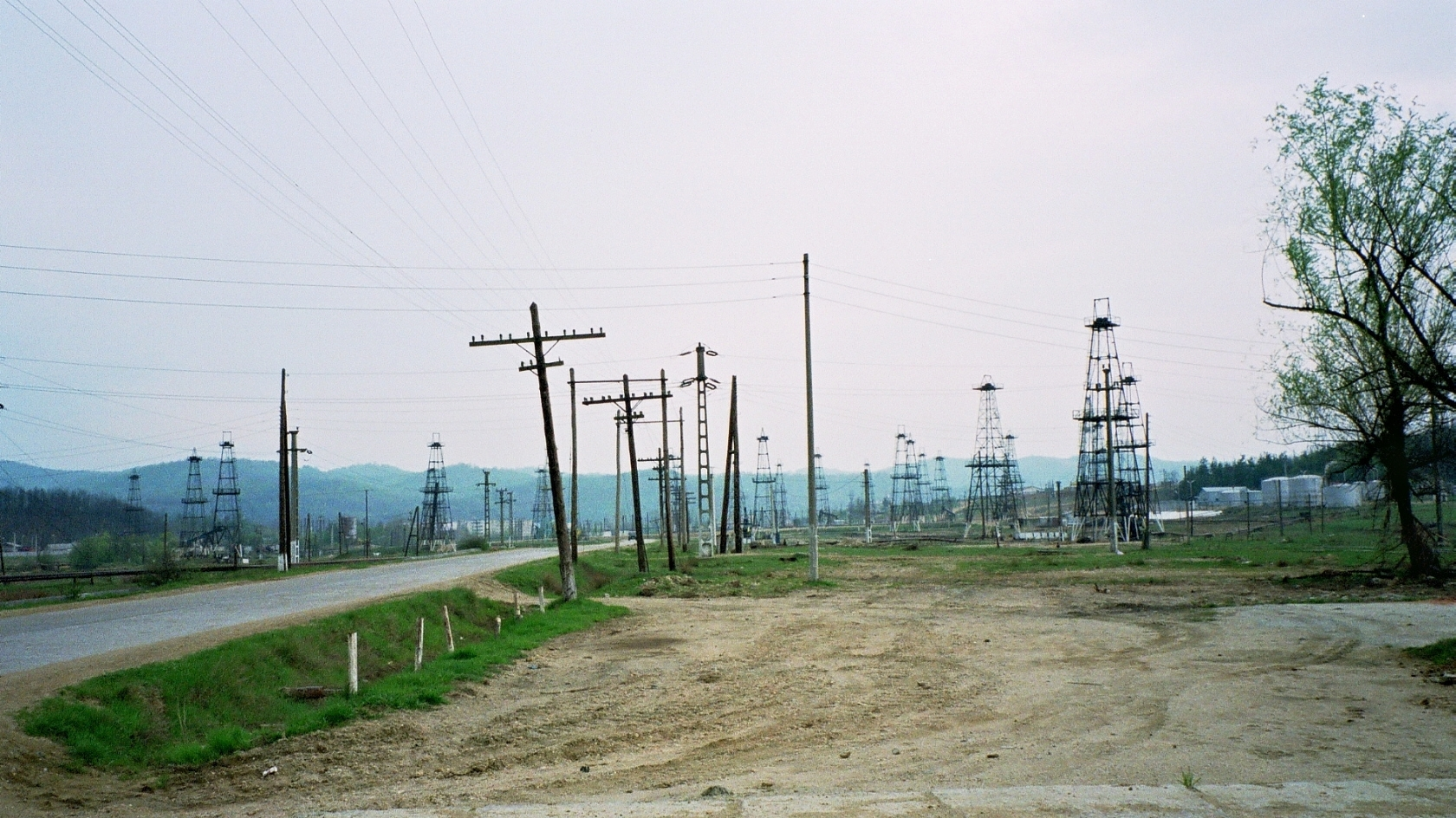
Derrick al poble
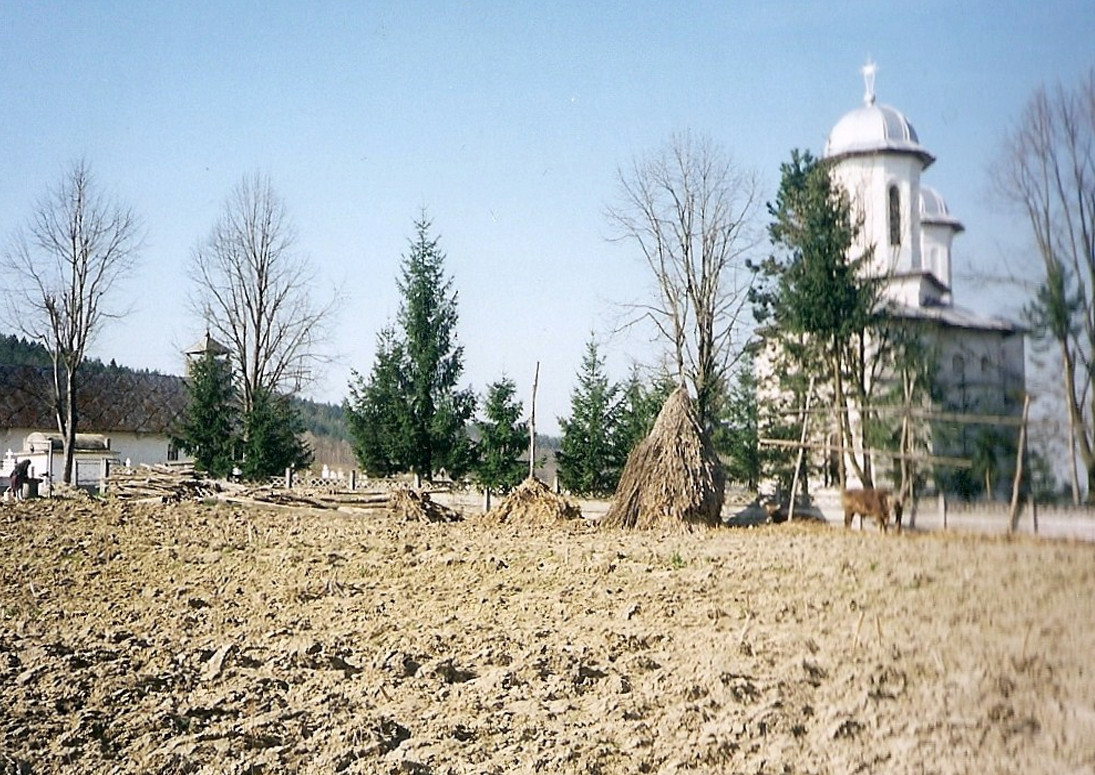
Església Ortodoxa
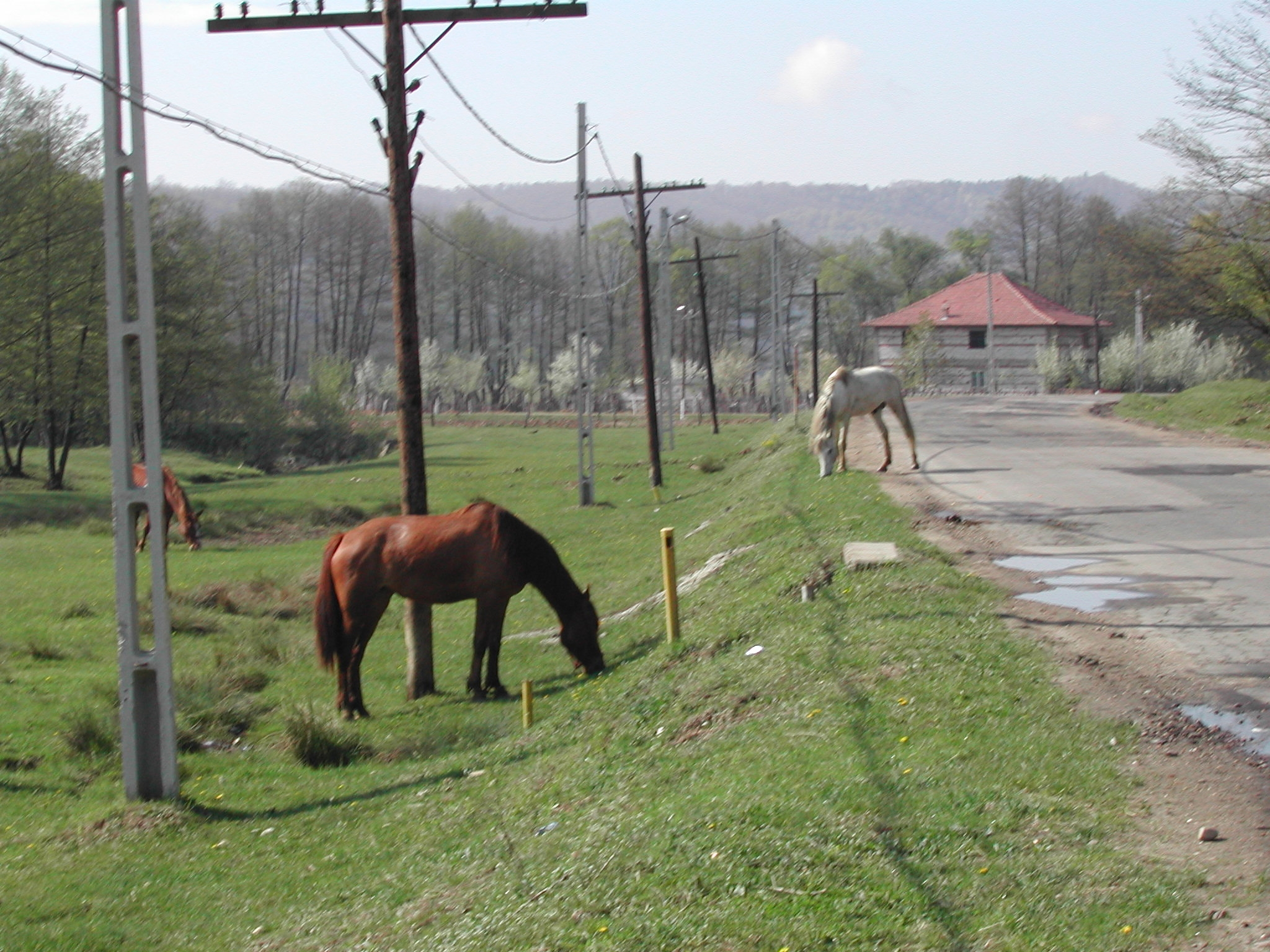
Carrer principal
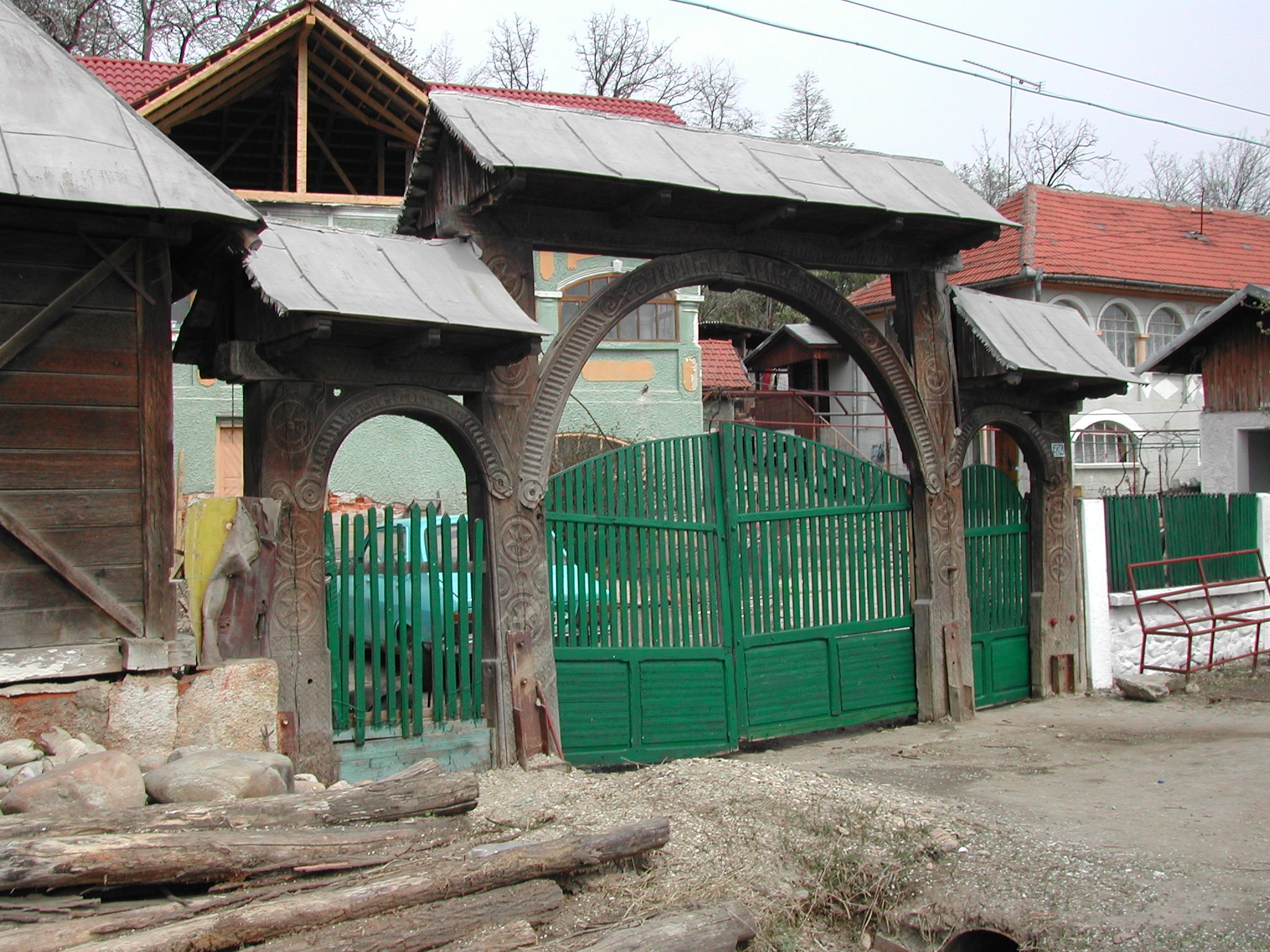
Carrer principal
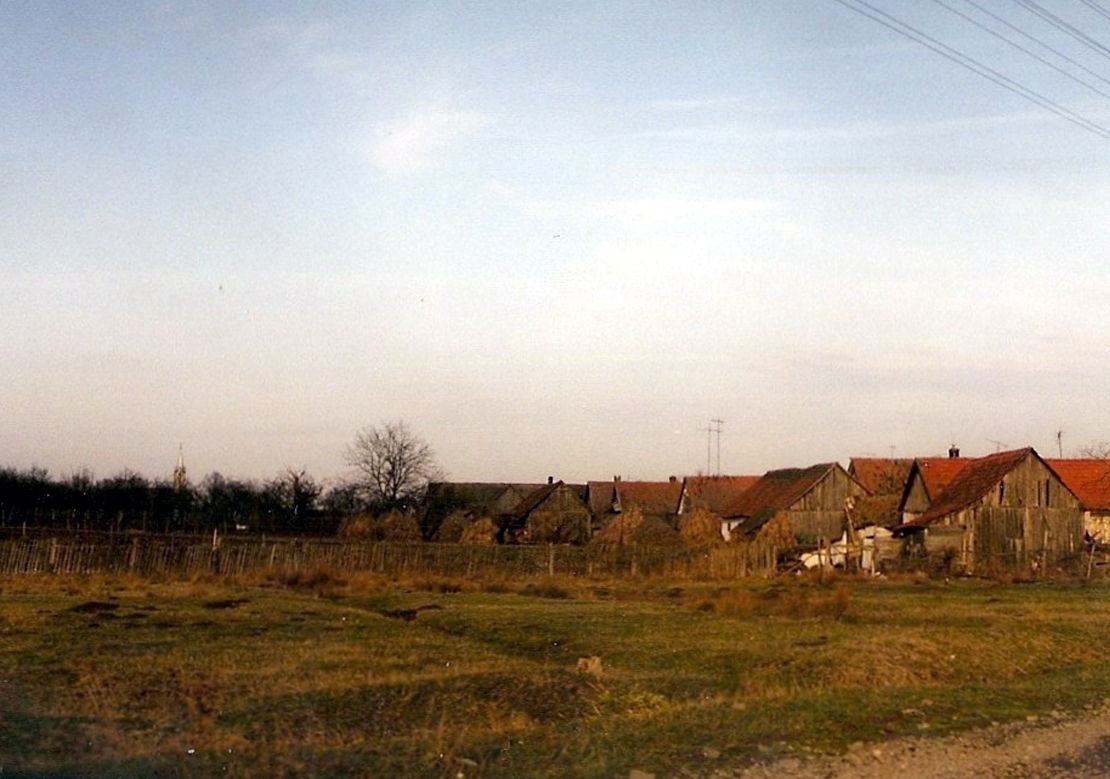
La vila
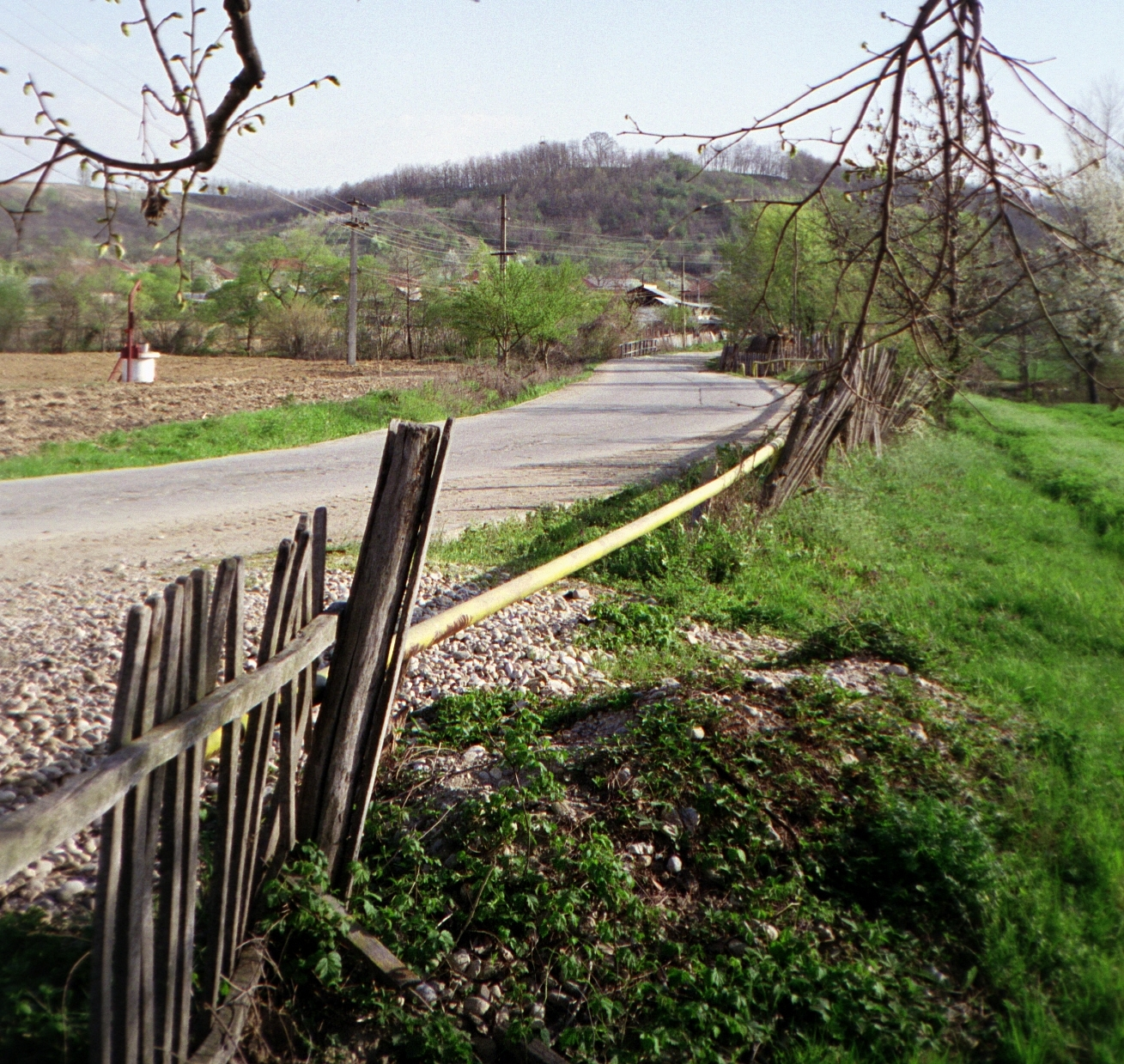
La vila